# Marc Minari
 (septembre 2021).
Si vous disposez d'ouvrages ou d'articles de référence ou si vous connaissez des sites web de qualité traitant du thème abordé ici, merci de compléter l'article en donnant les références utiles à sa vérifiabilité et en les liant à la section « Notes et références ».
Marc Minari est un journaliste sportif français spécialisé dans les sports automobiles.

## Parcours

### Carrière de journaliste
Il commence sa carrière en 1992, sur l'antenne d'Eurosport, où il commente les Grands Prix de Formule 1 avec Jean-Luc Roy puis Paul Belmondo.
En 1994, il quitte Eurosport pour TF1. Pendant plus de dix ans, il travaillera pour l'émission Automoto en tant que présentateur et rédacteur en chef et couvrira les Grands Prix de F1. Il sera également présentateur du magazine de service Trafic Info.
De 2005 à 2009, il collabore la chaîne internationale Motors TV, fondé et présidé par Jean-Luc Roy. Sur cette antenne, il commente le DTM et des épreuves d'endurance comme les 24 Heures du Mans, les Le Mans Series ou l'American Le Mans Series. Chaque dimanche, il présente l'émission de radio Motors sur RMC en alternance avec ses confrères de Motors TV Jean-Luc Roy et Laurent-Frédéric Bollée.
Parallèlement, il réalise des suppléments DVD sur l'automobile (Ferrari, Lamborghini, spécial extrême, les salons de Genève, Paris ou Francfort, enquête en caméra cachée dans les garages...) vendus avec les magazines hebdomadaires ou mensuels de Mondadori France (Auto Plus, Sport Auto...). 
Il fut rédacteur en chef adjoint du magazine de M6 Turbo en 2008.
En 2009, il est le spécialiste automobile d'Orange sport et commente le Championnat du monde des rallyes (WRC), la Formule 3 Euroseries et le DTM.

### Reconversion
Marc Minari a mis de côté sa carrière de journaliste pour celle de Directeur des Relations Presse et des Relations Extérieures. Il commence en 2009 par être responsable de la communication du circuit Yas Marina d'Abou Dabi aux Émirats arabes unis, puis attaché de presse compétition du groupe Michelin.
En 2011, il est nommé directeur des relations presse et des relations extérieures du Salon automobile international de Lyon. 